# Pseudorthocladius imperfectus
Pseudorthocladius imperfectus är en tvåvingeart som först beskrevs av Maurice Emile Marie Goetghebuer 1944.  Pseudorthocladius imperfectus ingår i släktet Pseudorthocladius och familjen fjädermyggor.
Artens utbredningsområde är Belgien. Inga underarter finns listade i Catalogue of Life.